# Бенишангул-Гумуз (регион)
Бенишангул-Гумуз е един от регионите на Етиопия. Разположен е в западната част на страната и граничи със Судан. Столицата на региона е град Асоса. Покрива площ от 50 699 km², а населението му e 1 005 000 души (по изчисления за юли 2015 г.).
Над 60 % от площта на региона е заета от гори, в които растат бамбук, евкалипт, каучуково дърво и др. Регионът Бенишангул-Гумуз е разделен на 5 зони, а всяка зона е разделена на общини, в Етиопия наричани уореди. Уоредите на Бенишангул-Гумуз са общо 21.